# كوجو (رواية)
كوجو (بالإنجليزية: Cujo) رواية رعب نفسية صدرت عام 1981 للكاتب الأمريكي ستيفن كينج. حازت الرواية على جائزة الخيال البريطاني عام 1982  وتحولت إلى فيلم عام 1983. صدر الكتاب في حوالي 450 صفحة مترجم للغة العربية عن الدار العربية للعلوم ناشرون.
تدور الرواية حول كلب مسعور من فصيلة سانت برنارد خارق للطبيعة، ويصبح الطيف الكامل للعالم السمعي تحت سيطرته. ولا شيء يفوته، سواء كان صوتاً حقيقياً أو غير حقيقى. لم يرغب كوجو بقتل أي شخص. ولكن أصابه شيء جعله كلب مسعور يقتل أربعة أشخاص في عهد إرهاب غريب.

## خلفية الرواية
استند اسم كوجو إلى الاسم المستعار الذي استخدمه ويلي وولف، وهو أحد الرجال المسؤولين عن تنظيم الجماعة الإرهابية الأمريكية «جيش التحرير السيمبيوني» التي ظهرت في الولايات المتحدة بين 1973 و 1975 وقامت باختطاف الممثلة والكاتبة الأمريكية باتي هيرست.
كتب كينغ «كوجو» في ذروة صراعه مع إدمان الكحول. يمضي كينج ليقول إنه يحب الكتاب ويتمنى لو يتذكر الاستمتاع بالأجزاء الجيدة عندما وضعها على الأوراق حيث أنها رواية «بالكاد يتذكر كتابتها على الإطلاق».
ووفقًا لكينج، فإن الرواية مستوحاة جزئيًا من رحلته إلى ورشة للميكانيكا خلال ربيع عام 1977، وصرح في مقابلة عام 2006 مع المجلة الأدبية باريس ريفيو أن المشاكل مع دراجته النارية دفعته لزيارة ورشة سيارات في الضواحي الشمالية لبريدجتون بولاية مين. ويدعي أن دراجته النارية قد ماتت تماماً عندما وصل إلى الورشة، وبعد لحظات، خرج كلب من فصيلة سانت برنارد من المرآب، وهو يزمجر في وجهه وفي النهاية يندفع ليده. على الرغم من أن الميكانيكي منع الكلب من إيذاء كينج بضرب الكلب في مؤخرته بالمفك، إلا أن كينج كان لا يزال منزعجًا من المواجهة. كانت هذه الحادثة هي مصدر إلهامه، بالإضافة إلى قصة نُشرت في صحيفة بورتلاند بولاية مين عن طفل قتله كلب من نفس الفصيلة. كان كينغ يمتلك أيضًا سيارة فورد بينتو معطلة في ذلك الوقت، وهي نفس طراز السيارة التي تقودها بطلة الرواية، دونا ترينتون، إلى ورشة السيارات حيث تصادف كوجو المسعور.

## شخصيات الرواية
كوجو: كلب من فصيلة سانت برنارد. وهو كلب أليف يصاب بداء الكلب (السعار) من لدغة الخفافيش ويصبح قاتلاً.
دونا ترينتون: زوجة فيك ترينتون. تصبح محاصرة في السيارة بعد وصولها إلى متجر السيارات حيث يتربص بها كوجو المسعور.
فيك ترينتون: زوج دونا. وهو في رحلة عمل عندما تصادف زوجته وابنه الكلب كوجو في متجر كامبر للسيارات.
تاد ترينتون: ابن دونا وفيك. يصبح محاصرًا أيضاً داخل السيارة مع دونا في متجر السيارات.
غاري بيرفير: الجار المجاور وزميل لعب البوكر للميكانيكي جو كامبر. وهو محارب قديم في الستين من العمر يشبه الناسك. هو الضحية الأولى لكوجو.
جو كامبر: ميكانيكي وصاحب محل السيارات حيث تواجه دونا وتاد الكلب كوجو.
تشارتي كامبر: زوجة جو كامبر. تذهب لزيارة شقيقتها مصطحبة ابنها، وتترك كوجو وحيداً.
بريت كامبر: ابن جو وتشاريتي. وهو صاحب الكلب كوجو.
فرانك دود: ضابط شرطة سابق في كاسل روك والذي تم اكتشاف أمره أنه القاتل المتسلسل خلال السبعينيات «كاسل روك سترانجلر»، (انظر رواية المنطقة الميتة). يشير كوجو إلى دود في العديد من الأحداث طوال القصة.
جورج بانرمان: شريف بلدة كاسل روك الحالي. عمل مرة مع فرانك دود واكتشف جرائم القتل في كاسل روك. قُتل على يد كوجو في محاولته إنقاذ دونا وتاد.
ستيف كيمب: الرجل الذي كانت دونا على علاقة به. اقتحم منزل دونا وخربه بعد أن علم أنها تريد إنهاء العلاقة.
روجر بريكستون: صديق وزميل فيك في العمل. يرافق فيك في رحلة العمل.

## أحداث الرواية
تدور أحداث الرواية في بلدة «كاسل روك» (الاسم من خيال المؤلف) بولاية مين حيث تقيم عائلتين محليتين، ولا توجد عناوين للفصول، لكن الفواصل بين الفقرات تشير إلى متى يتحول السرد إلى منظور مختلف.
انتقلت مؤخرًا عائلة ترينتون، في صيف عام 1980، من مدينة نيويورك إلى كاسل روك، وهي عائلة من الطبقة المتوسطة وتتألف من الزوج فيك والزوجة دونا والابن تاد البالغ من العمر أربع سنوات. يكتشف فيك ترينتون أن زوجته دونا كانت على علاقة غرامية مع لاعب تنس يُدعى ستيف كيمب. في خضم هذا التوتر العائلي، فشلت وكالة  الإعلانات «آد وركس» التي يعمل بها فيك بسبب منتج «رد راسبري زينجرو»، ويضطر فيك وشريكه في العمل روجر بريكستون إلى السفر خارج المدينة تاركين تاد ودونا وحدهما. في نفس الوقت كانت عائلة كامبر، الأكثر ثراءاً، من المقيمين القدامى في كاسل روك. وكان جو كامبر، مالك ورشة ميكانيكا السيارات، يهيمن على زوجته «تشارتي» ويسيء معاملتها، وكان لهم صبي يدعى بريت ويبلغ من العمر عشر سنوات. فازت تشارتي بجائزة يانصيب قيمتها 5000 دولار واصطحبت ابنها بريت لزيارة شقيقتها مولي بولاية كونيتيكت. يوافق جو ويخطط سراً لإستغلال هذا الوقت في القيام برحلة ممتعة إلى بوسطن مع صديقه المخضرم غاري بيرفير المدمن على الكحول والجندي المتقاعد بعد الحرب العالمية الثانية. وبينما يستعد كامبرز لرحلاته الخاصة، يطارد كلبه كوجو، وهو كلب ضخم حسن المظهر من فصيلة سانت برنارد، أرنبًا بريًا في الحقول المحيطة بمنزلهم ويدخل رأسه في مدخل كهف صغير من الحجر الجيري. يعضه خفاش على أنفه ويصيبه بداء الكلب. تغادر تشارتي وبريت المدينة، وفي غيابهم يقوم كوجو بمهاجمة جو وغاري ولا يتركهم إلا جثث هامدة.
تقرر دونا أخذ سيارة فيك لإصلاحها في ورشة جو، وتصطحب ابنها تاد، وهناك، وعلى عتبة ورشة جو، تتعطل السيارة تماماً وتهبط دونا للبحث عن جو ولكن كوجو يهاجمها فتسارع بدخول سيارتها وتحكم غلق الأبواب.
خلال إحدى محاولات الهروب، تعرضت دونا للعض في بطنها وساقها، لكنها تمكنت من البقاء على قيد الحياة والهروب مرة أخرى إلى السيارة. تخطط للوصول إلى باب المنزل لكنها تخلت عن الفكرة لأنها تخشى أن يُغلق الباب وأن تُقتل بعد ذلك على يد كوجو، وتترك ابنها وحيداً.
يعود فيك إلى كاسل روك بعد عدة محاولات فاشلة للاتصال بزوجته دونا، ويعرف من الشرطة أن صديق دونا السابق ستيف كيمب متهم بسرقة منزلهم وربما اختطاف دونا وتاد. لاستكشاف كل الخيوط، ترسل شرطة الولاية، شريف كاسل روك، جورج بانرمان إلى منزل كامبرز، لكن كوجو يهاجمه ويقتله. شاهدت دونا الهجوم وأدركت، في نفس الوقت، أن تاد في خطر الموت من الجفاف، وتضطر لمهاجمة كوجو وتقتله. وصل فيك إلى مكان الحادث مع السلطات بعد فترة وجيزة، لكنهم يجدوا تاد توفي بالفعل بسبب الجفاف وضربة الشمس. يتم نقل دونا إلى المستشفى، ويتم استئصال رأس كوجو لأخذ خزعة للتحقق من داء الكلب قبل حرق رفاته.
تنتهي الرواية بعد عدة أشهر مع محاولة كل من عائلة ترينتون وكامبر المضي قدمًا في حياتهما. أكملت دونا علاجها من داء الكلب. تمنح مؤسسة خيرية بريت جروًا جديدًا مُلقحًا يُدعى ويلي. نقرأ على الشاشة أن الحفرة التي طارد كوجو الأرنب فيها لم تُكتشف أبدًا. كما يذكر القارئ بأن كوجو كان كلبًا جيدًا حاول دائمًا إبقاء أصحابه سعداء، لكن داء الكلب دفعه إلى العنف.
كتب كريستوفر ليمان هاوبت على موقع صحيفة نيويورك تايمز في 14 أغسطس 1981: «ربما تكون أكثر حكاية الرعب التي كتبها قسوة وإزعاجًا حتى الآن ... كتاب سيئ يجعلك تشعر بعدم الارتياح وكذلك بالخوف».

## نقد وتعليقات
جاء في صحيفة الجارديان في 2 نوفمبر 2012: «كان ستيفن كينج في ذهول المدمن على الكحول أثناء كتابة هذه الرواية التي لا هوادة فيها عن كلب مسعور - وفي أثناء ذلك أنتج واحدة من أبشع استعارات الأدب للإدمان ... من الناحية الهيكلية، فإن» كوجو«رائع. لا توجد فصول ولا فواصل للصفحات: إنه اندفاع مستمر للكلمات، يتنقل بين الشخصيات وفترات ذكريات للخلفية، ولكنه دائمًا ما يتقدم للأمام ... أصحاب كوجو، يشترون كلبًا جديدًا. تم تطعيم هذا، ولكن هذا هو الشيء: لا يزال كلبًا. إن احتمالية ما يمكن أن يفعله، وكيف يمكن أن ينقلب عليك، هي دائمًا بداخله».

كوجو (فيلم 1983)

كتب موقع كيبر اوف بيجيز في 19 أكتوبر 2020: «يحب كينج الدراما! ستعرف خصوصيات وعموميات وأسرار وأكاذيب كل شخصية تقريبًا في هذه الرواية. بالنسبة للبعض، قد يكون هذا مملًا، لكن بالنسبة للآخرين (مثلي)، فإنه يضيف إلى القصة - يتيح لك إنشاء صورة حية كاملة، وأنت تقرأ كتابًا ولكنك قادر على مشاهدة الأحداث التي تدور في ذهنك في نفس الوقت. الشخصيات لها عمق وأنت تنظر إليهم على أنهم أناس حقيقيون، وأنت مستثمر بالكامل في بقائهم على قيد الحياة».
كتب دوني كيرشنر على موقع هورور أوبسيسيف مخاطباً الكاتب ستيفن كينج: «قطعة عمل تفتخر بها للغاية، وليس لديه ذكريات عن إنشائها. مع وضع هذا في الاعتبار، سأغني إلى الأبد لمديح كوجو».
كتب كريستوفر ليمان هاوبت من صحيفة نيويورك تايمز: "أسنان الرواية، الروح الحقيقية للعمل، لم يتم العثور عليها في فم كلب طيب فاسد. بالأحرى، نجدها في الفحص الإنساني الواقعي للغاية للنضال والهشاشة والتسامح. أعطاها نظرة ثانية. شيء آخر. من فضلك، لقح حيواناتك الأليفة. ونفسك.

## كوجو في السينما
انتج فيلم «كوجو» عام 1983  من إخراج لويس تيج وقام بالبطولة دي والاس، ودانيال هيو كيلي، وداني بينتورو، وإد لاوتر، وكريستوفر ستون. حقق «كوجو» نجاحًا متواضعًا في شباك التذاكر  لشركة وارنر براذورز، حيث كانت تكلفة إنتاجه 6.000.000 دولار. صدر الفيلم في 12 أغسطس 1983 في الولايات المتحدة، وافتتح في المركز الثاني في نهاية ذلك الأسبوع. حقق إجمالي 21.156.152 دولارًا محليًا، مما يجعله رابع أعلى فيلم رعب لعام 1983.

## وصلات خارجية
https://stringfixer.com/ar/Cujo كوجو (رواية)
https://alqarii.com/reviews/59904-kogo كوجو (رواية)
https://stephenking.com/works/novel/cujo.html كوجو (رواية)
https://www.filmaffinity.com/us/film702354.html كوجو (رواية)
https://www.goodreads.com/book/show/10603.Cujo كوجو (رواية)